# Полевые Пинеры
Полевые Пинеры (чув. Кӳлпуç) — деревня в Яльчикском районе Чувашской Республики. Входит в состав Кильдюшевского сельского поселения.

## География
Находится в восточной части Чувашии на расстоянии приблизительно 15 км на северо-запад по прямой от районного центра села Яльчики вблизи границы с республикой Татарстан.

## История
Основана в начале XVII веке служилыми чувашами деревни Пинеры Андреевской волости Свияжского уезда (ныне Ситмиши Урмарского района). Здесь было учтено: в 1721 — 63 мужчины, в 1747 — 77 мужчин, в 1795 — 25 дворов, 196 человек, в 1858 — 37 дворов, 237 жителей, в 1897—359 жителей, в 1926 — 78 дворов, 384 человека, в 1939—475 жителей, в 1979—437. В 2002 — 98 дворов, в 2010 — 85 домохозяйств. В период коллективизации был образован колхоз «Дед Калинин», в 2010 году функционировало ООО "Агрофирма «Слава картофелю — Яльчики».

## Население
Население составляло 260 человек (чуваши 99 %) в 2002 году, 238 в 2010.